# Каданок
Каданок — посёлок в городском округе Луховицы Московской области России, до 2017 года входил в состав городского поселения Белоомут Луховицкого района. Расположен в 6 км севернее центра рабочего посёлка Белоомут и 20 км северо-восточнее окружного центра — города Луховицы. В посёлке две улицы — Зелёная и Центральная.
В Каданке действует торфодобывающее предприятие, возникшее ещё в XIX веке. Действовал также торфобрикетный завод, ныне закрытый из-за истощения запасов торфа. Завод обслуживался узкоколейной железной дорогой, которая в настоящее почти полностью разобрана.
Посёлок серьёзно пострадал от лесного пожара 29 июля 2010 года. Сгорело 12 домов, 31 из 56 жителей был эвакуирован.
| 2002 | 2006 | 2010 |
| ---- | ---- | ---- |
| 54   | ↗56  | ↘34  |